# Векијано-Нодика (Пиза)
Векијано-Нодика је насеље у Италији у округу Пиза, региону Тоскана.
Према процени из 2011. у насељу је живело 6324 становника. Насеље се налази на надморској висини од 3 м.